# Okręg Saint-Denis (Île-de-France)
Okręg Saint-Denis (fr. Arrondissement de Saint-Denis) – okręg w północnej Francji. Populacja wynosi 397 tysięcy.

## Podział administracyjny
W skład okręgu wchodzą następujące kantony:
- Aubervilliers-Est,
- Aubervilliers-Ouest,
- Courneuve,
- Épinay-sur-Seine,
- Pierrefitte-sur-Seine,
- Saint-Denis-Nord-Est,
- Saint-Denis-Nord-Ouest,
- Saint-Denis-Sud,
- Saint-Ouen,
- Stains.